# СС-манн
СС-манн (нем. SS-Mann) — низшее воинское звание в войсках СС, СА и в некоторых других полувоенных организациях нацистской Германии, которые существовали с 1925 по 1945 гг. Соответствовало званию рядовой в вермахте.
Кандидат, успешно прошедший расовую комиссию, подвергался многочисленным экзаменам и проверкам.
9 ноября, в годовщину мюнхенского «Пивного путча», кандидат становился соискателем и получал право ношения эсэсовской формы, но без погон и петлиц.
30 января, в день взятия власти, он получал временное удостоверение личности эсэсовца.
20 апреля, в день рождения Гитлера, кандидат, получив постоянное удостоверение личности, надев погоны и петлицы, приносил присягу фюреру.
В период с 20 апреля до 1 октября он должен был получить спортивный значок и изучить эсэсовский катехизис.
Некоторое время новичок должен был отработать в службе труда и отслужить в вермахте. И только после этого его назначали в подразделение СС при наличии положительной характеристики из вермахта.
9 ноября кандидат принимал новую присягу. На этот раз новичок клялся не только за себя, но и за свою семью, завести которую сможет только с разрешения главного управления по расовым вопросам или самого Гитлера «при соблюдении расовых и наследственных требований».
Затем молодой член ордена получал кортик.
В 1938 году, в связи с увеличением войск СС, звание манн было заменено на воинское звание шутце (стрелок), но в общих СС сохранилось звание манн.
Знаки различия СС-Шютце Ваффен-СС

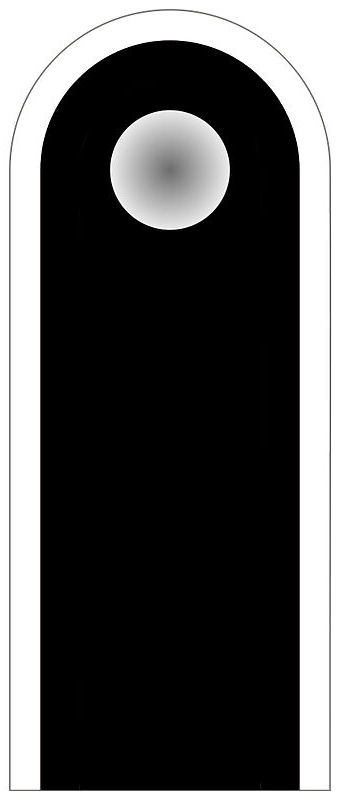
Погон
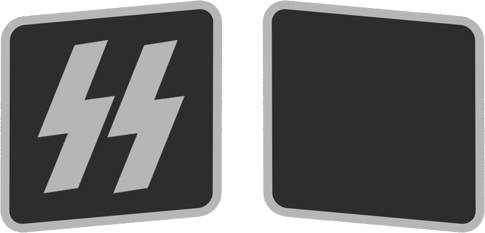
Петлицы